# アメリカ合衆国大統領の輸送

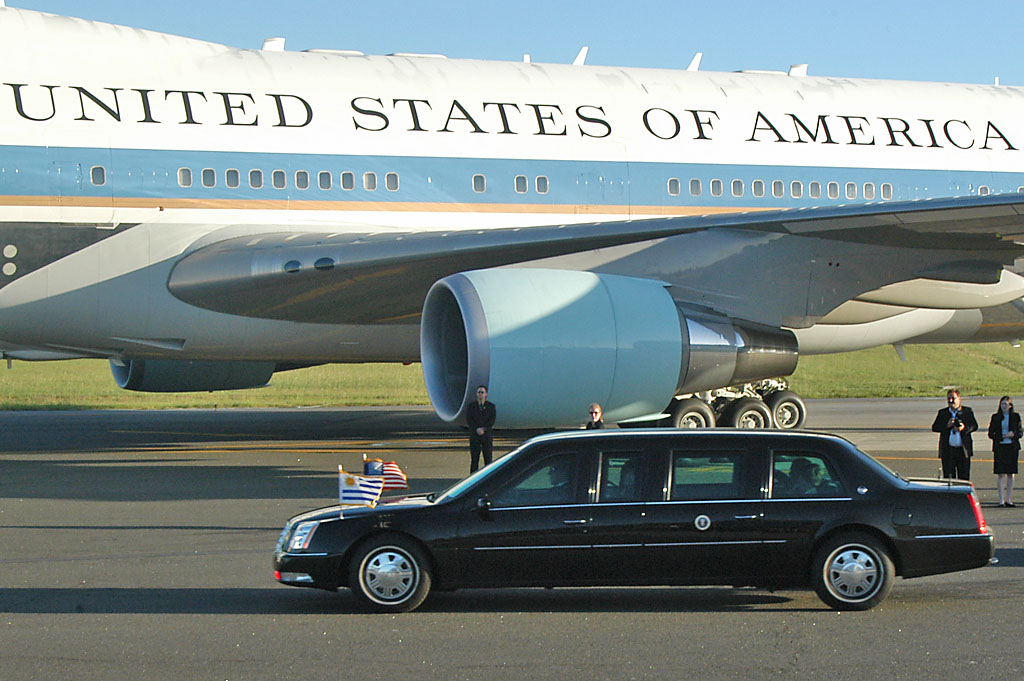
エアフォースワンと大統領専用車

この項目では、アメリカ合衆国大統領の輸送（アメリカがっしゅうこくだいとうりょうのゆそう）、すなわち移動の際の輸送手段について述べる。アメリカ合衆国政府は、大統領のために様々な乗り物を整備してきた。大統領は軍の最高司令官でもあるため、他国への移動には主に軍の輸送機が使用される。大統領が陸上移動する際の車列は、シークレットサービスが運用している。

## 航空機
1953年以来、大統領が搭乗中の軍用機のコールサインは、機体の所属組織名の後に「ワン」(One)を付けたものとなっている。
- 空軍 - エアフォースワン (Air Force One)
1990年以前はVC-137が、それ以降はVC-25(大統領専用機体)が、主に使用される。
- 陸軍 - アーミーワン (Army One)
1957年から1976年まで、アメリカ海兵隊と共に輸送を担当していたヘリコプターが本コールサインを用いた。
- 沿岸警備隊 - コーストガードワン (Coast Guard One)
2025年現在まで、本コールサイン使用実績は無し。
- 海兵隊 - マリーンワン (Marine One)
本コールサインを使用する機体は通常ヘリコプター。VH-3D、VH-60Nの大統領専用機体が存在する。
- 海軍 - ネイビーワン (Navy One)
2025年現在まで、2003年5月1日にカリフォルニア州サンディエゴ沖の太平洋に浮かぶ原子力空母「エイブラハム・リンカーン」に向かうためにジョージ・W・ブッシュ大統領を乗せた対潜哨戒機のS-3 ヴァイキングが使用した一例のみ。
- 宇宙軍 - スペースフォースワン (Space Force One)
2025年現在まで、本コールサイン使用実績は無し。

大統領の輸送を主に行っているのは空軍と海兵隊である。2025年現在、宇宙軍と沿岸警備隊の所属機体を大統領が使用したことはない。
大統領が民間機を使用する場合のコールサインはエグゼクティブワン(Executive One)となる。通常アメリカ合衆国大統領は、プライベートも含め民間機に乗ることはないが、リチャード・ニクソンは民間機を用いたことがあり、その際にこのコールサインが使用された。
大統領の家族が搭乗する機を識別する場合、軍用機・民間機の区別はなく、シークレットサービスまたはホワイトハウスのスタッフの判断によってエグゼクティブワン・フォックストロット(Executive One Foxtrot)のコールサインを使用する。フォックストロット(Foxtrot)は、familyの頭文字であるFに相当するフォネティックコードである。

## 自動車
大統領専用車は、「キャデラック・ワン」(Cadillac One)や「ビースト」(The Beast)と呼ばれるリムジンであり、シークレットサービスが運用する。大統領専用車のリムジンは少なくとも10台はある。
また、シークレットサービスが運用する大統領専用バスもあり、正式には「ステージコーチ」(Stagecoach)というが、大統領が乗っている間は非公式に「グラウンドフォースワン」(Ground Force One)と呼ばれる。

## 馬車
スチュードベーカーが製造した4台の大統領専用馬車（キャリッジ）が現存し、インディアナ州サウスベンドのスチュードベーカー国立博物館に常設展示されている。そのうちの1台は、エイブラハム・リンカーンが暗殺された夜にフォード劇場までリンカーンが乗車したものである。これらの馬車には、リンカーンのほかユリシーズ・S・グラント、ベンジャミン・ハリソン、ウィリアム・マッキンリーも乗車した。

## 鉄道車両

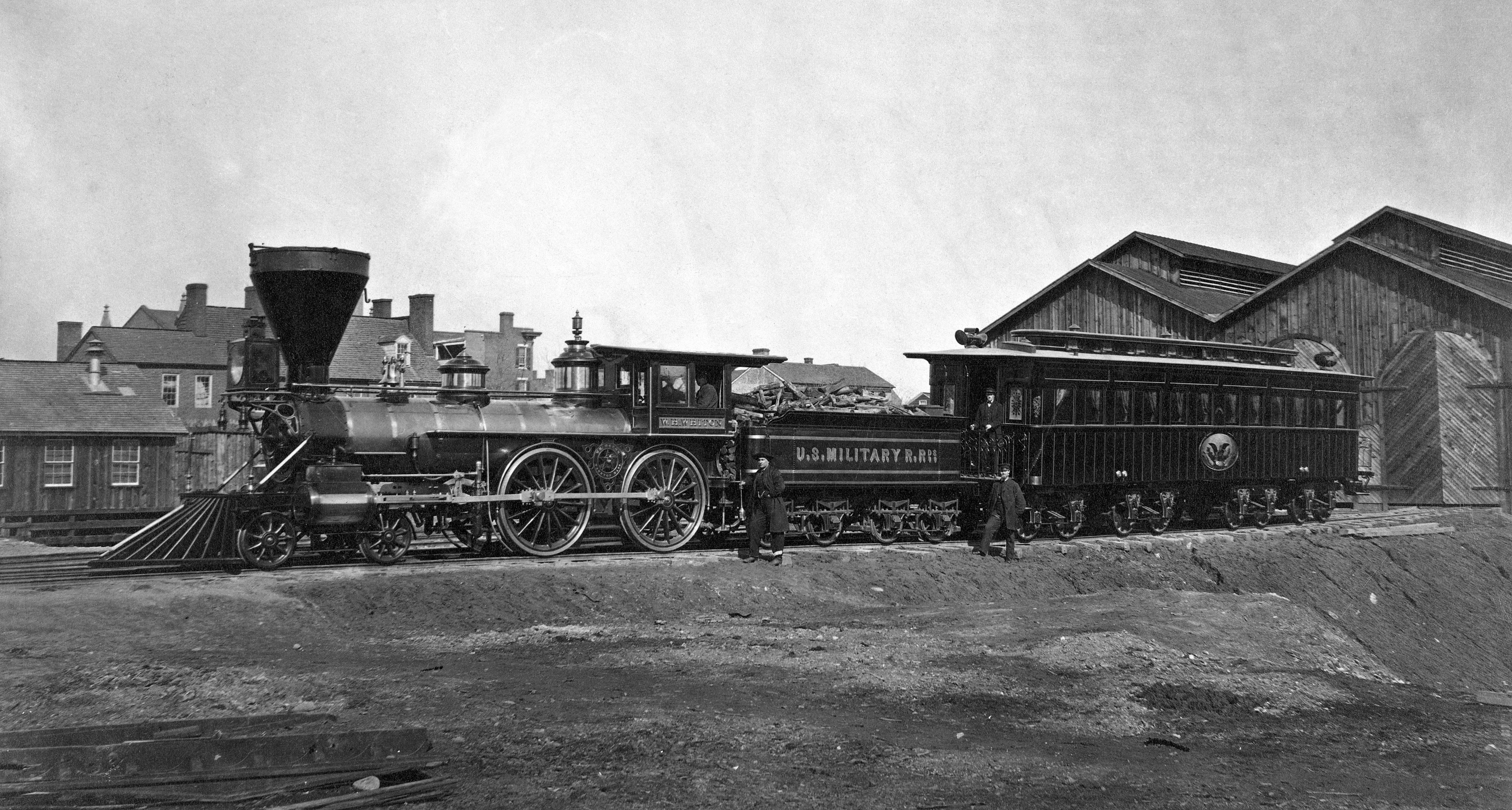
リンカーンの大統領専用客車

歴代の大統領は鉄道でも移動している。リンカーンは1862年に太平洋鉄道法に署名し、この法律に基づいて最初の大陸横断鉄道に資金が提供され、1869年にアメリカの両海岸が鉄道で結ばれた。
当時の専用客車は現代のプライベートジェットに相当するものだった。初の大統領専用車両は、リンカーンの任期中に製造されたもので、「ユナイテッド・ステーツ」(United States)と名付けられた濃いマルーン色の客車だった。南北戦争後は、その派手さから襲撃される恐れがあるとして、リンカーンはこの車両をほとんど使わなかったが、暗殺後に遺体をワシントンD.Cからイリノイ州スプリングフィールドまで運ぶのにこの客車が使用され、列車は1861年の大統領就任時にリンカーンが通ったルートを逆にたどった。

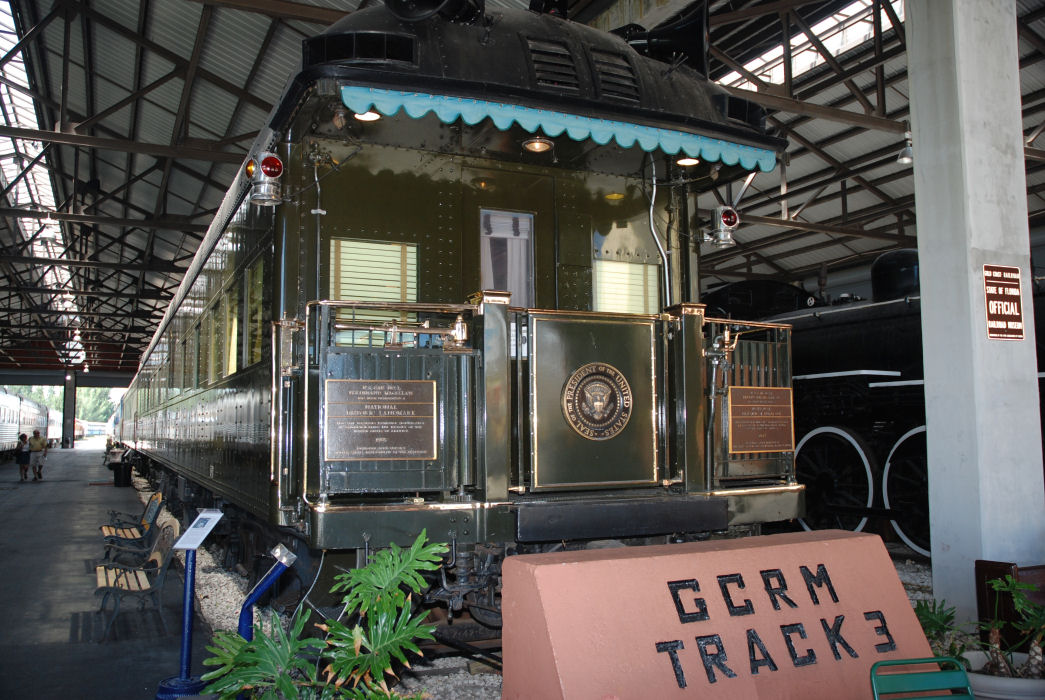
ゴールドコースト鉄道博物館で静態保存されている「フェルディナンド・マゼラン」（2007年）

19世紀末から20世紀初頭の歴代大統領は、現在の大統領がエアフォースワンを使うように、国内移動のために鉄道を使った。選挙運動の際にも鉄道が使われ、各地の駅に短時間停車して有権者に向けて演説を行った。利用者がいるときだけ停車するような小さな駅（ホイッスル・ストップ）にまで停車したことから、これをホイッスル・ストップ・ツアーという。
フランクリン・ルーズベルトは1932年の大統領選挙で鉄道を多用した。また、第二次世界大戦中には、大統領専用客車「フェルディナンド・マゼラン」、無線装置を搭載した改造病院車、大統領専用自動車のサンシャイン・スペシャルなどを運ぶための貨車、報道関係者や護衛官が乗る客車からなる列車を編成して、アメリカ各地を移動した。
「フェルディナンド・マゼラン」はプルマン社が製造した客車で、車体に装甲板が施され、1941年にルーズベルトが使用するために改造したものである。この客車を最後に使用したのはロナルド・レーガンで、1984年の大統領選挙の際に使用した。その後は、フロリダ州マイアミ・デイド郡のゴールドコースト鉄道博物館で静態保存されている。
「ジョージア300」は、1930年に製造された大統領専用客車で、ジョージ・H・W・ブッシュ、ビル・クリントン、バラク・オバマなど、歴代の大統領が選挙活動に使用してきた。

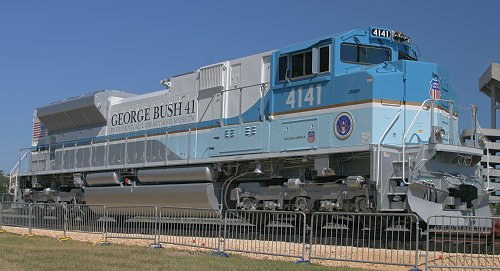
ジョージ・H・W・ブッシュ大統領図書館・博物館で展示される「ユニオン・パシフィック4141」

2018年に死去したジョージ・H・W・ブッシュの遺体の輸送には、大統領経験者の葬儀では約50年ぶりに鉄道が使用された。客車を牽引したのは、ユニオン・パシフィック鉄道から2005年にジョージ・H・W・ブッシュ大統領図書館・博物館に寄贈され、その際にエアフォースワンと同様の塗装がなされ、ブッシュが第41代大統領であることから「ユニオン・パシフィック4141」と名付けられたディーゼル機関車EMD SD70ACeだった。なお、ブッシュの前に遺体が鉄道で運ばれた最後の大統領は1969年のドワイト・D・アイゼンハワーで、ワシントンD.C.から故郷カンザス州アビリーンまで運ばれた。
ジョー・バイデンは上院議員時代に、ワシントンD.Cと自宅のあるデラウェア州の間をアムトラックの列車で移動していた。また、2020年の大統領選挙の際にも、オハイオ州やペンシルベニア州での選挙活動にはアムトラックを使用していた。

## 船舶

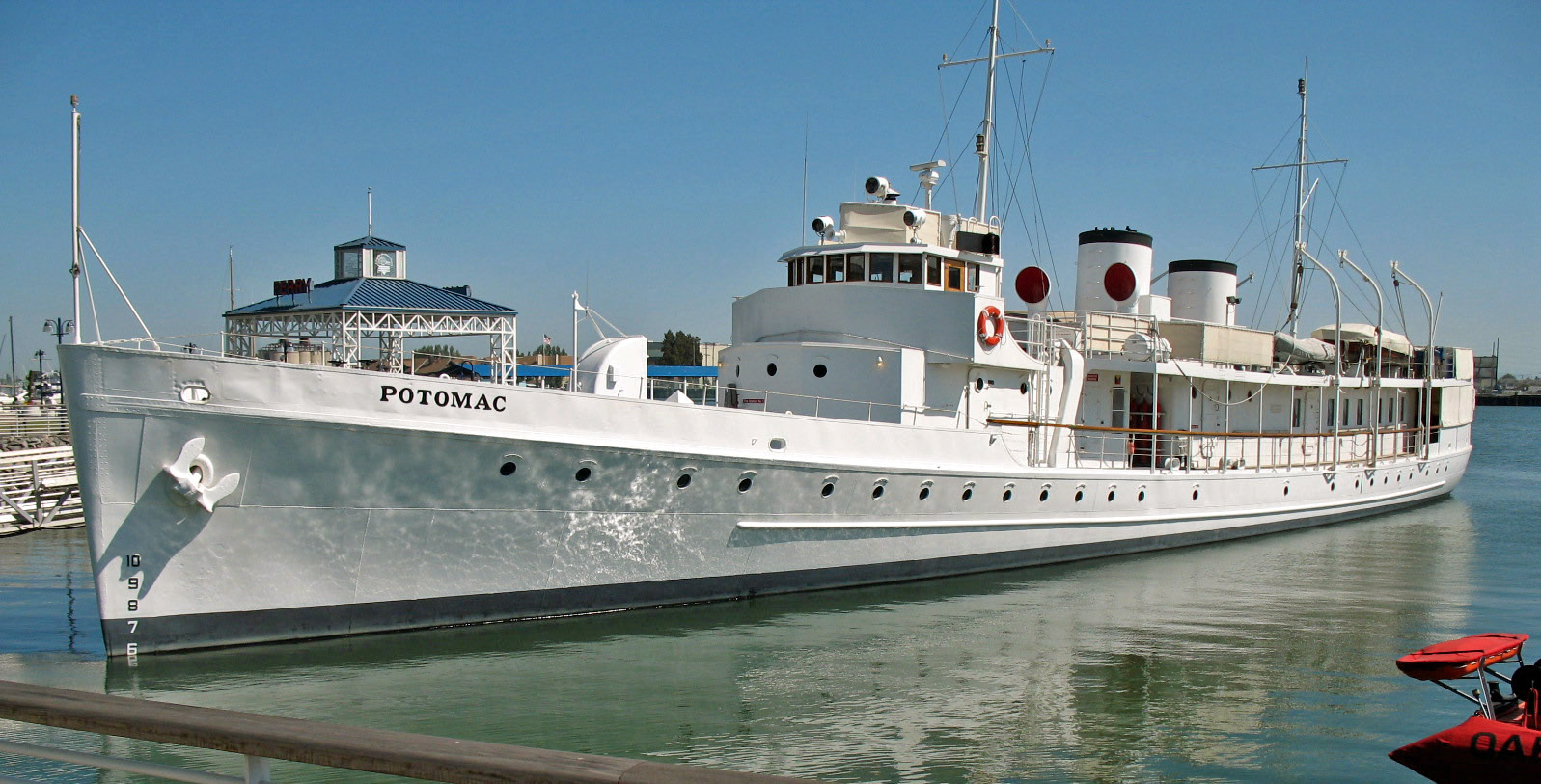
カリフォルニア州オークランド港に停泊する「ポトマック」 （2009年6月）

1880年以降、海軍が大統領専用ヨットを運用していたが、1977年にジミー・カーターにより廃止された。以下にその一覧を示す。
| 船舶名             | 船舶名                     | 就役年 | 退役年 | 備考                                                                                                |
| ------------------ | -------------------------- | ------ | ------ | --------------------------------------------------------------------------------------------------- |
| ディスパッチ       | USS Despatch               | 1880   | 1891   | |
| ドルフィン         | USS Dolphin (PG-24)        | 1897   | 1897   | 「ドルフィン」「シルフ」「メイフラワー」は、1897年から1929年まで大統領専用ヨットの任務を分担した。  |
| シルフ             | USS Sylph (PY-5)           | 1902   | 1921   | 「ドルフィン」「シルフ」「メイフラワー」は、1897年から1929年まで大統領専用ヨットの任務を分担した。  |
| メイフラワー       | USS Mayflower (PY-1)       | 1905   | 1929   | 「ドルフィン」「シルフ」「メイフラワー」は、1897年から1929年まで大統領専用ヨットの任務を分担した。  |
| セコイア           | USS Sequoia (AG-23)        | 1933   | 1936   | 「セコイア」は、1933年から1936年まで、1969年から1977年までの2度、大統領専用ヨットとして運用された。 |
| ポトマック         | USS Potomac (AG-25)        | 1936   | 1945   | 退役後民間に払い下げられ、1980年に沈没。その後浮揚・修復を受け、オークランド市で動態保存中。        |
| ウィリアムズバーグ | USS Williamsburg (AGC-369) | 1945   | 1953   | |
| セコイア           | USS Sequoia (AG-23)        | 1969   | 1977   | |